# Segunda División de México 1973-74
La Temporada 1973-74 de la Segunda División de México fue el XXV torneo de la historia de la segunda categoría del fútbol mexicano. Los Tigres de la U.A.N.L. se proclamaron campeones tras vencer a la Universidad de Guadalajara por marcador global de 3-2.
En este torneo ascendieron al máximo circuito cuatro equipos, además de los Tigres de la U.A.N.L. que fueron campeones del torneo, el equipo de la Universidad de Guadalajara adquirió la franquicia perteneciente al Torreón, por lo que consiguió un puesto en Primera. Aprovechando esta situación y con el objetivo de aumentar el número de equipos de la liga principal a 20 clubes, la Federación Mexicana de Fútbol invitó a la Unión de Curtidores (campeón del Grupo B) y a la Universidad de San Luis a integrarse a la competencia.

## Cambios
- Ciudad Madero ascendió a Primera División.
- Pachuca descendió desde el máximo circuito.
- Tecnológico de Celaya, Orizaba y Atlético Cuernavaca descendieron a Tercera División.
- Tecos de la UAG, Universidad de San Luis y Nuevo Necaxa ascendieron desde la Tercera División.
- La Piedad y Nacional de Guadalajara se reincorporaron a la liga tras un año de pausa.

## Formato de competencia
Los veinte equipos se dividen en dos grupos de nueve equipos, sin embargo se siguen enfrentando entre los 18 en formato de todos contra todos a visita recíproca. Los dos primeros lugares de cada agrupación se clasifican a la liguilla por el título que inicia en unas semifinales de eliminación a visita recíproca, los ganadores de las dos series juegan la final por el título en un estadio neutral. Por su parte, el último lugar en puntaje descenderá directamente a la Tercera División, mientras que los equipos colocados en antepenúltimo y penúltimo lugar deberán jugar una promoción contra dos equipos del circuito inferior.

## Equipos participantes

### Equipos por Entidad Federativa
| Entidad Federativa | N.º | Equipos                                    |
| ------------------ | --- | ------------------------------------------ |
| Guanajuato         | 3   | Irapuato, Salamanca, y Unión de Curtidores |
| Jalisco            | 3   | Nacional, Tecos UAG y U. de Guadalajara    |
| Michoacán          | 3   | La Piedad, Morelia y Zamora                |
| Tamaulipas         | 2   | Tampico y Victoria                         |
| Estado de México   | 2   | Naucalpan y UAEM                           |
| Hidalgo            | 1   | Pachuca                                    |
| Morelos            | 1   | Cuautla                                    |
| Nayarit            | 1   | Universidad de Nayarit                     |
| Nuevo León         | 1   | Tigres UANL                                |
| Puebla             | 1   | Nuevo Necaxa                               |
| Querétaro          | 1   | Querétaro                                  |
| San Luis Potosí    | 1   | Universidad de San Luis                    |

### Información sobre los equipos participantes
| Equipo                     | Ciudad                               | Estadio                               |
| -------------------------- | ------------------------------------ | ------------------------------------- |
| Atlético Morelia           | Morelia, Michoacán                   | Venustiano Carranza                   |
| Cuautla                    | Cuautla, Morelos                     | Isidro Gil Tapia                      |
| Irapuato                   | Irapuato, Guanajuato                 | Irapuato                              |
| La Piedad                  | La Piedad, Michoacán                 | Juan N. López                         |
| Nacional                   | Guadalajara, Jalisco                 | Tecnológico de la UdeG                |
| Naucalpan                  | Naucalpan, Estado de México          | Unidad Cuauhtémoc                     |
| Nuevo Necaxa               | Nuevo Necaxa, Puebla                 | 14 de Diciembre                       |
| Pachuca                    | Pachuca, Hidalgo                     | Revolución Mexicana                   |
| Querétaro                  | Santiago de Querétaro, Querétaro     | Municipal de Querétaro                |
| Salamanca                  | Salamanca, Guanajuato                | El Molinito                           |
| Tampico                    | Tampico, Tamaulipas                  | Tamaulipas                            |
| Tecos de la U.A.G.         | Zapopan, Jalisco                     | Tres de Marzo                         |
| Tigres U.A.N.L.            | San Nicolás de los Garza, Nuevo León | Universitario                         |
| Unión de Curtidores        | León, Guanajuato                     | La Martinica                          |
| U.A.E.M.                   | Toluca, Estado de México             | Universitario Alberto "Chivo" Córdoba |
| Universidad de Guadalajara | Guadalajara, Jalisco                 | Tecnológico de la UdeG                |
| Universidad de Nayarit     | Tepic, Nayarit                       | Nicolás Álvarez Ortega                |
| Universidad de San Luis    | San Luis Potosí, San Luis Potosí     | Plan de San Luis                      |
| Victoria                   | Ciudad Victoria, Tamaulipas          | Marte R. Gómez                        |
| Zamora                     | Zamora, Michoacán                    | Moctezuma                             |

## Grupos

### Grupo 1
| Pos. | Equipo           | Pts. | PJ | G  | E  | P  | GF | GC | Dif. | Clasificación              |
| ---- | ---------------- | ---- | -- | -- | -- | -- | -- | -- | ---- | -------------------------- |
| 1    | Leones Negros    | 57   | 38 | 22 | 13 | 3  | 62 | 26 | +36  | Semifinales de la liguilla |
| 2    | Tigres UANL (C)  | 51   | 38 | 22 | 7  | 9  | 73 | 45 | +28  | Semifinales de la liguilla |
| 3    | Nacional         | 48   | 48 | 19 | 10 | 19 | 60 | 54 | +6   |                            |
| 4    | Atlético Morelia | 40   | 38 | 18 | 4  | 16 | 79 | 60 | +19  |                            |
| 5    | Pachuca          | 38   | 38 | 12 | 14 | 12 | 68 | 53 | +15  |                            |
| 6    | Cuautla          | 36   | 38 | 11 | 14 | 13 | 58 | 63 | −5   |                            |
| 7    | Ciudad Victoria  | 35   | 38 | 10 | 15 | 13 | 43 | 52 | −9   |                            |
| 8    | Tampico          | 32   | 38 | 10 | 12 | 16 | 45 | 50 | −5   |                            |
| 9    | Nuevo Necaxa     | 34   | 38 | 11 | 12 | 15 | 37 | 44 | −7   |                            |
| 10   | UAEM (D)         | 28   | 38 | 8  | 12 | 18 | 40 | 70 | −30  | Descenso de categoría      |

 Fuente: RSSSF

### Grupo 2
| Pos. | Equipo                  | Pts. | PJ | G  | E  | P  | GF | GC | Dif. | Clasificación               |
| ---- | ----------------------- | ---- | -- | -- | -- | -- | -- | -- | ---- | --------------------------- |
| 1    | Unión de Curtidores     | 46   | 38 | 17 | 12 | 9  | 55 | 36 | +19  | Semifinales de la liguilla  |
| 2    | Salamanca               | 43   | 38 | 14 | 15 | 9  | 58 | 52 | +6   | Semifinales de la liguilla  |
| 3    | Querétaro               | 40   | 38 | 15 | 10 | 13 | 60 | 52 | +8   |                             |
| 4    | Universidad de San Luis | 39   | 38 | 16 | 7  | 15 | 58 | 59 | −1   |                             |
| 5    | Irapuato                | 36   | 38 | 13 | 10 | 15 | 51 | 46 | +5   |                             |
| 6    | Tecos UAG               | 36   | 38 | 13 | 10 | 15 | 54 | 63 | −9   |                             |
| 7    | Universidad de Nayarit  | 36   | 38 | 13 | 10 | 15 | 51 | 62 | −11  |                             |
| 8    | Zamora                  | 29   | 38 | 10 | 9  | 19 | 59 | 74 | −15  |                             |
| 9    | La Piedad               | 29   | 38 | 9  | 11 | 18 | 52 | 76 | −24  | Liguilla por el no descenso |
| 10   | Naucalpan               | 28   | 38 | 7  | 14 | 17 | 61 | 87 | −26  | Liguilla por el no descenso |

 Fuente: RSSSF

## Tabla general
| Pos. | Equipo                  | Pts. | PJ | G  | E  | P  | GF | GC | Dif. | Clasificación               |
| ---- | ----------------------- | ---- | -- | -- | -- | -- | -- | -- | ---- | --------------------------- |
| 1    | Leones Negros           | 57   | 38 | 22 | 13 | 3  | 62 | 26 | +36  | Semifinales de la liguilla  |
| 2    | Tigres UANL (C)         | 51   | 38 | 22 | 7  | 9  | 73 | 45 | +28  | Semifinales de la liguilla  |
| 3    | Nacional                | 48   | 48 | 19 | 10 | 19 | 60 | 54 | +6   |                             |
| 4    | Unión de Curtidores     | 46   | 38 | 17 | 12 | 9  | 55 | 36 | +19  | Semifinales de la liguilla  |
| 5    | Salamanca               | 43   | 38 | 14 | 15 | 9  | 58 | 52 | +6   | Semifinales de la liguilla  |
| 6    | Querétaro               | 40   | 38 | 15 | 10 | 13 | 60 | 52 | +8   |                             |
| 7    | Atlético Morelia        | 40   | 38 | 18 | 4  | 16 | 79 | 60 | +19  |                             |
| 8    | Universidad de San Luis | 39   | 38 | 16 | 7  | 15 | 58 | 59 | −1   |                             |
| 9    | Pachuca                 | 38   | 38 | 12 | 14 | 12 | 68 | 53 | +15  |                             |
| 10   | Irapuato                | 36   | 38 | 13 | 10 | 15 | 51 | 46 | +5   |                             |
| 11   | Tecos UAG               | 36   | 38 | 13 | 10 | 15 | 54 | 63 | −9   |                             |
| 12   | Cuautla                 | 36   | 38 | 11 | 14 | 13 | 58 | 63 | −5   |                             |
| 13   | Ciudad Victoria         | 35   | 38 | 10 | 15 | 13 | 43 | 52 | −9   |                             |
| 14   | Tampico                 | 32   | 38 | 10 | 12 | 16 | 45 | 50 | −5   |                             |
| 15   | Nuevo Necaxa            | 34   | 38 | 11 | 12 | 15 | 37 | 44 | −7   |                             |
| 16   | Universidad de Nayarit  | 36   | 38 | 13 | 10 | 15 | 51 | 62 | −11  |                             |
| 17   | Zamora                  | 29   | 38 | 10 | 9  | 19 | 59 | 74 | −15  |                             |
| 18   | La Piedad               | 29   | 38 | 9  | 11 | 18 | 52 | 76 | −24  | Liguilla por el no descenso |
| 19   | Naucalpan               | 28   | 38 | 7  | 14 | 17 | 61 | 87 | −26  | Liguilla por el no descenso |
| 20   | UAEM (D)                | 28   | 38 | 8  | 12 | 18 | 40 | 70 | −30  | Descenso de categoría       |

 Fuente: RSSSF

## Resultados
| Local \ Visitante   | CUA | IRA | LPD | MOR | NAC | NAU | NEC | PAC | QUE | SAL | TAM | UDC | UEM | UAG | UNL | UDG | UDN | USL | VIC | ZAM |
| ------------------- | --- | --- | --- | --- | --- | --- | --- | --- | --- | --- | --- | --- | --- | --- | --- | --- | --- | --- | --- | --- |
| Cuautla             | —   | 4–2 | 2–2 | 2–3 | 4–1 | 1–1 | 1–0 | 1–1 | 2–1 | 1–1 | 0–0 | 2–0 | 3–1 | 1–1 | 4–0 | 1–2 | 1–1 | 1–3 | 3–1 | 3–3 |
| Irapuato            | 3–0 | —   | 2–2 | 3–2 | 3–0 | 0–0 | 3–0 | 1–1 | 1–2 | 2–3 | 1–0 | 2–1 | 2–0 | 4–0 | 2–0 | 1–2 | 1–2 | 1–2 | 3–0 | 1–0 |
| La Piedad           | 1–5 | 2–0 | —   | 1–1 | 0–1 | 2–2 | 1–0 | 1–0 | 1–1 | 0–3 | 0–0 | 1–2 | 2–3 | 2–2 | 1–5 | 1–2 | 2–0 | 2–2 | 1–0 | 2–1 |
| Morelia             | 5–0 | 2–0 | 5–2 | —   | 1–2 | 2–1 | 2–0 | 4–3 | 2–3 | 6–1 | 1–2 | 1–3 | 2–3 | 4–1 | 2–1 | 1–1 | 2–1 | 2–1 | 3–0 | 4–2 |
| Nacional            | 1–0 | 1–1 | 2–3 | 0–1 | —   | 2–1 | 1–0 | 2–1 | 2–1 | 2–0 | 3–1 | 0–2 | 1–0 | 1–0 | 2–1 | 1–1 | 4–1 | 1–0 | 3–3 | 3–3 |
| Naucalpan           | 2–2 | 1–3 | 4–3 | 1–5 | 2–2 | —   | 1–1 | 1–4 | 2–2 | 1–1 | 1–4 | 6–2 | 4–3 | 0–3 | 1–2 | 1–1 | 1–3 | 1–1 | 2–2 | 4–1 |
| Nuevo Necaxa        | 3–3 | 2–0 | 1–0 | 2–0 | 4–1 | 1–2 | —   | 1–0 | 2–0 | 0–2 | 2–1 | 1–0 | 0–0 | 1–1 | 1–1 | 1–2 | 1–0 | 0–1 | 1–1 | 3–1 |
| Pachuca             | 2–0 | 0–2 | 4–0 | 1–1 | 2–2 | 7–0 | 0–0 | —   | 2–1 | 3–3 | 4–0 | 1–1 | 3–1 | 2–2 | 4–1 | 1–0 | 3–2 | 5–1 | 2–2 | 3–1 |
| Querétaro           | 3–0 | 0–0 | 5–2 | 2–1 | 1–1 | 6–2 | 2–1 | 1–1 | —   | 2–1 | 2–0 | 0–0 | 1–2 | 2–1 | 2–1 | 0–2 | 3–3 | 0–2 | 0–1 | 4–0 |
| Salamanca           | 2–0 | 2–0 | 1–1 | 3–2 | 1–1 | 1–1 | 3–2 | 1–1 | 1–1 | —   | 2–0 | 1–2 | 1–0 | 3–0 | 1–2 | 0–0 | 5–1 | 3–2 | 2–2 | 3–2 |
| Tampico             | 4–1 | 1–0 | 0–1 | 1–2 | 3–1 | 3–1 | 0–0 | 2–1 | 1–0 | 5–0 | —   | 1–1 | 3–0 | 1–2 | 1–4 | 0–1 | 1–1 | 0–2 | 1–0 | 2–2 |
| Unión de Curtidores | 0–1 | 1–0 | 1–1 | 3–1 | 0–1 | 2–1 | 2–0 | 2–0 | 1–1 | 1–1 | 3–1 | —   | 3–0 | 4–0 | 1–1 | 1–1 | 0–0 | 3–2 | 4–1 | 2–0 |
| UAEM                | 2–2 | 2–2 | 3–4 | 2–1 | 1–2 | 3–2 | 1–1 | 3–3 | 3–2 | 0–0 | 1–1 | 0–0 | —   | 1–1 | 2–1 | 0–1 | 0–0 | 1–2 | 0–0 | 1–1 |
| Tecos UAG           | 1–2 | 3–0 | 4–3 | 2–1 | 2–1 | 2–3 | 1–1 | 1–0 | 1–3 | 1–0 | 2–0 | 1–1 | 3–0 | —   | 0–1 | 0–2 | 2–0 | 2–5 | 1–0 | 3–1 |
| Tigres UANL         | 0–0 | 2–0 | 3–2 | 1–0 | 4–3 | 0–1 | 0–0 | 1–1 | 1–0 | 3–2 | 0–0 | 2–1 | 6–0 | 2–1 | —   | 5–1 | 2–1 | 2–0 | 3–1 | 4–1 |
| U. de Guadalajara   | 3–0 | 0–0 | 1–0 | 2–1 | 1–1 | 3–2 | 4–0 | 2–1 | 1–2 | 2–0 | 3–0 | 0–0 | 1–0 | 3–0 | 1–1 | —   | 5–1 | 5–1 | 2–0 | 3–1 |
| U. de Nayarit       | 2–1 | 3–3 | 2–1 | 2–3 | 1–2 | 1–1 | 2–2 | 2–0 | 4–1 | 0–0 | 1–1 | 0–1 | 2–0 | 1–1 | 2–1 | 0–0 | —   | 4–1 | 2–0 | 1–1 |
| U. de San Luis      | 2–1 | 0–0 | 2–2 | 1–1 | 1–2 | 2–1 | 1–0 | 1–0 | 2–3 | 1–2 | 2–1 | 1–0 | 4–0 | 3–3 | 1–4 | 0–0 | 3–0 | —   | 1–2 | 3–1 |
| Ciudad Victoria     | 2–2 | 0–0 | 3–0 | 2–1 | 1–1 | 2–1 | 0–1 | 0–0 | 0–0 | 1–1 | 1–1 | 3–2 | 0–1 | 2–2 | 1–2 | 1–1 | 2–0 | 1–0 | —   | 3–1 |
| Zamora              | 1–1 | 3–2 | 1–0 | 2–1 | 1–2 | 2–2 | 2–0 | 6–1 | 3–0 | 1–1 | 1–2 | 0–2 | 4–0 | 2–1 | 1–3 | 0–0 | 4–2 | 1–0 | 1–2 | —   |

## Liguilla por el título
|  | Semifinales                                          | Semifinales                                          | Semifinales                                          | Semifinales                                          |   |               | Final                                                | Final                                                | Final                                                | Final                                                |  |
|  | 28 de abril de 1974 (ida) 4 de mayo de 1974 (vuelta) | 28 de abril de 1974 (ida) 4 de mayo de 1974 (vuelta) | 28 de abril de 1974 (ida) 4 de mayo de 1974 (vuelta) | 28 de abril de 1974 (ida) 4 de mayo de 1974 (vuelta) |   |               | 12 de mayo de 1974 (ida) 19 de mayo de 1974 (vuelta) | 12 de mayo de 1974 (ida) 19 de mayo de 1974 (vuelta) | 12 de mayo de 1974 (ida) 19 de mayo de 1974 (vuelta) | 12 de mayo de 1974 (ida) 19 de mayo de 1974 (vuelta) |  |
|  |                                                      |                                                      |                                                      |                                                      |   |               |                                                      |                                                      |                                                      |                                                      |  |
|  |                                                      |                                                      |                                                      |                                                      |   |               |                                                      |                                                      |                                                      |                                                      |  |
|  | Leones Negros                                        | 2                                                    | 1                                                    | 3                                                    |   |               |                                                      |                                                      |                                                      |                                                      |  |
|  | Leones Negros                                        | 2                                                    | 1                                                    | 3                                                    |   |               |                                                      |                                                      |                                                      |                                                      |  |
|  | Salamanca                                            | 1                                                    | 1                                                    | 2                                                    |   |               |                                                      |                                                      |                                                      |                                                      |  |
|  | Salamanca                                            | 1                                                    | 1                                                    | 2                                                    |   | Leones Negros | 0                                                    | 2                                                    | 2                                                    |                                                      |  |
|  |                                                      |                                                      |                                                      |                                                      |   | Leones Negros | 0                                                    | 2                                                    | 2                                                    |                                                      |  |
|  |                                                      |                                                      | Tigres UANL                                          | 3                                                    | 0 | 3             |                                                      |                                                      |                                                      |                                                      |  |
|  | Unión de Curtidores                                  | 1                                                    | Tigres UANL                                          | 3                                                    | 0 | 3             | 1                                                    | 2                                                    |                                                      |                                                      |  |
|  | Unión de Curtidores                                  | 1                                                    |                                                      |                                                      |   |               | 1                                                    | 2                                                    |                                                      |                                                      |  |
|  | Tigres UANL                                          | 1                                                    | 2                                                    | 3                                                    |   |               |                                                      |                                                      |                                                      |                                                      |  |
|  | Tigres UANL                                          | 1                                                    | 2                                                    | 3                                                    |   |               |                                                      |                                                      |                                                      |                                                      |  |
|  |                                                      |                                                      |                                                      |                                                      |   |               |                                                      |                                                      |                                                      |                                                      |  |

### Semifinales

#### U. de Guadalajara vs Salamanca
| 28 de abril de 1974 | Salamanca | 1-2' | Universidad de Guadalajara | Estadio Olímpico sección 24, Salamanca |  |

| 4 de mayo de 1974                                                   | Universidad de Guadalajara | 1-1' | Salamanca | Estadio Jalisco, Guadalajara |  |
| Universidad de Guadalajara avanza a la gran final, 3-2 en el global |                            |      |           |                              |  |

#### Tigres vs Unión de Curtidores
| 28 de abril de 1974 | Unión de Curtidores | 1-1' | Tigres U.A.N.L. | Estadio La Martinica, León |  |

| 5 de mayo de 1974                                        | Tigres U.A.N.L. | 2-1' | Unión de Curtidores | Estadio Universitario, San Nicolás de los Garza |  |
| Tigres U.A.N.L. avanza a la gran final, 3-2 en el global |                 |      |                     |                                                 |  |

### Final

#### Universidad de Guadalajara vs Tigres U.A.N.L.
| 12 de mayo de 1974 | Tigres U.A.N.L.                                   | 3-0' | Universidad de Guadalajara | Estadio Universitario, San Nicolás de los Garza |  |
|                    | Alberto Rodríguez 47', 71' · José Luis Puente 77' |      |                            |                                                 |  |

| 19 de mayo de 1974                                                                                           | Universidad de Guadalajara            | 2-0' | Tigres U.A.N.L. | Estadio Tecnológico de la UDG, Guadalajara |  |
| | Enrique Zamora 44' · Javán García 46' |      | Gol             |                                            |  |
| Tigres U.A.N.L. campeón de la Segunda División 1973-74. Global UDG 2-5 UANL y asciende a la Primera División |                                       |      |                 |                                            |  |

|                                      |
| Tigres U.A.N.L. Campeón 1.er título. |

## Promoción Segunda - Tercera División

### La Piedad vs Tapatío
| 12 de mayo de 1974 | Tapatío | 0-1' | La Piedad | Casa Club Guadalajara, Guadalajara |  |

| 19 de mayo de 1974                                      | La Piedad | 3-0' | Tapatío | Estadio Juan N. López, La Piedad |  |
| La Piedad permancece en la Segunda División. Global 4-0 |           |      |         |                                  |  |

### Naucalpan vs Coatzacoalcos
| 12 de mayo de 1974 | Coatzacoalcos | 1-2' | Naucalpan | Estadio Miguel Hidalgo, Coatzacoalcos |  |

| 19 de mayo de 1974                                   | Naucalpan | 9-2' | Coatzacoalcos | Unidad Cuauhtémoc, Naucalpan |  |
| Naucalpan permanece en Segunda División. Global 11-3 |           |      |               |                              |  |